# Rasiglia
Rasiglia è una frazione montana del comune di Foligno (PG), che fa parte della circoscrizione 8 "Valle del Menotre".
Il paese è situato a 648 m s.l.m., a circa 18 km dal capoluogo Foligno lungo la ex Strada statale 319 Sellanese che conduce in alta Valnerina, dopo essersi distaccata dalla ex Strada statale 77 della Val di Chienti a Casenove e lungo il fiume Menotre nell'omonima valle.
Rasiglia è anche recententemente conosciuta come "Borgo dei ruscelli" o "Venezia dell'Umbria", per via dei corsi d'acqua che attraversano il piccolo centro della frazione: grazie a essi si sviluppò una fiorente industria tessile sin dal Medioevo, che dell'acqua sfruttava l'energia per la movimentazione dei telai. Nonostante le ridotte dimensioni, Rasiglia è divenuta di recente un'apprezzata meta turistica, soprattutto durante la stagione estiva, capace di attrarre ogni anno un elevato numero di visitatori.

## Storia
Il paese conserva l'aspetto tipico di borgo medievale umbro, raccogliendosi in una struttura ad anfiteatro. Le prime notizie sull'esistenza del paese risalgono agli inizi del XIII secolo, nelle cosiddette "carte di Sassovivo", cioè l'archivio dell'Abbazia di Sassovivo. Qui è menzionata per la prima volta la curtis de Rasilia, che risultava avere come edificio di culto la chiesa di S. Pietro.
Rasiglia era a circa tre chilometri dall'antica via della Spina che attraversava la vicina Verchiano, importante per i traffici commerciali tra Adriatico e Tirreno e in particolare tra Roma e la Marca Anconetana. Nel XIV secolo anche a difesa della strada furono costruite alcune fortificazioni. Tra queste va ricordato, a Rasiglia, la rocca dei Trinci (signori di Foligno), che con la sua posizione strategica permetteva il controllo di una parte della valle del Menotre.
Nella prima metà del Seicento, diminuita l'importanza militare, Rasiglia si affermò per le attività artigianali (mulini, opifici) grazie alla forza idrica proveniente dal fiume Menotre.
Durante la seconda guerra mondiale i rastrellamenti nazifascisti non risparmiarono la comunità rasigliana. Nel giugno del 1944 l'attentato a due tedeschi scatenò una rappresaglia, durante la quale tre paesani vennero deportati a Mauthausen. Di essi solo uno - Colombo Olivieri - è tornato.
Dal 1945 al 1960 circa, Rasiglia ebbe il massimo sviluppo economico. Negli ultimi decenni, invece, con la chiusura di molte attività artigianali, gran parte degli abitanti si è spostata a Foligno. A seguito del terremoto del 1997, la popolazione ha vissuto prima all'interno dei container, poi presso il "villaggio delle sorgenti" costituito da fabbricati in legno e ubicato esternamente al nucleo urbano, riducendosi in numero a poche unità.

## Monumenti e luoghi d'interesse

### Santuario della Madonna delle Grazie
Il santuario sorge al di là del fosso Terminara, confine tra le diocesi di Foligno e di Spoleto (nell'arcidiocesi di Spoleto e parrocchia di Verchiano), a circa 1 km da Rasiglia, presso la ex Strada statale 319 Sellanese, per accordo è gestito dalla diocesi di Foligno attraverso la parrocchia di Rasiglia, pur appartenendo alla parrocchia di Verchiano. Questa posizione di confine, nei secoli passati, diede origine a discordie e conflitti tra le due comunità.
La fondazione del santuario risale al 15 agosto 1450, per opera di Antonio Bolognini (vescovo di Foligno) a seguito del ritrovamento di una statua della Madonna in terracotta, inginocchiata in adorazione del Bambino. Nonostante il successivo spostamento della statua in altre diocesi, essa sarebbe tornata più volte al luogo d'origine e ritenendo questo un segno della volontà divina, si decise di erigervi una chiesa.
La chiesa a pianta quadrangolare ha un'unica navata, il portico è sorretto da sei pilastri e tre colonnine-palo in travertino con steli che simboleggiano i popoli di Roviglieto, Scopoli e Volperino. Vicino all'ingresso si trova la finestra "del viandante", così chiamata per chi rivolge uno sguardo e una preghiera alla Madonna quando il santuario è chiuso.
L'altare maggiore ha subito numerose trasformazioni, sopra a esso si trova il simulacro della Vergine estatica davanti al Bambino, con una grande nicchia intagliata e ornata da quattro putti dorati, realizzata dall'artista Giuseppe Piermarini e ristrutturata nel 1950.
Le pareti sono ricoperte da affreschi appartenenti a maestri del XV secolo: si stimano circa quaranta composizioni sacre a soggetto biblico, tavolette votive e graffiti poco leggibili. L'Angelo della Pace, Santa Lucia, San Pietro Martire, San Gottardo, San Nicolò da Tolentino, la Crocifissione e Santi di Giovanni Battista di Domenico detto Rise, un Sant'Antonio Abate tra dieci episodi della sua vita di Cristoforo di Jacopo di Marcucciora, che era firmato e datato 1467 in un'iscrizione oggi scomparsa, una Madonna fra i Santi Bernardino, Amico e Sebastiano, e altri. L'affresco più antico, datato 1454, è la Madonna della Misericordia, che protegge dalla peste i fedeli con il suo manto.
La parete sinistra presenta una porta ad arco con un rosone usato come ingresso secondario, opera dello scalpellino Severino Guidi nel 1922; la realizzazione comportò il distacco di un affresco quattrocentesco (Madonna col Bambino in braccio) riportato su tela e condotto ad Assisi. Sul lato destro unita al santuario, nel 1936 fu costruita la saletta dell'eremita.
Accanto al santuario c'è la "Casa della Gioventù", completata nel 1958 e destinata ad accogliere gruppi religiosi e scout. Tra il santuario e la casa della Gioventù nell'Anno Santo 1975 è stata innalzata una croce di ferro alta sei metri.
Numerosi ex voto e pellegrinaggi testimoniano la riconoscenza dei fedeli protetti dalla Madonna. Il santuario è stato recentemente restaurato a seguito dei danni provocati dal sisma del 1997.
L'ultima domenica di maggio si svolge al santuario la "processione di Villamagina" come ringraziamento di tale paese alla Vergine. La prima domenica di giugno si svolge il "pellegrinaggio di Scopoli" che i fedeli effettuano a piedi cantando e pregando. Il lunedì di Pentecoste è dedicato alla "processione di Roviglieto". Si ricordano ancora i pellegrinaggi di Verchiano, Volperino e Casenove.

### Il fiume Menotre e le sorgenti di Rasiglia

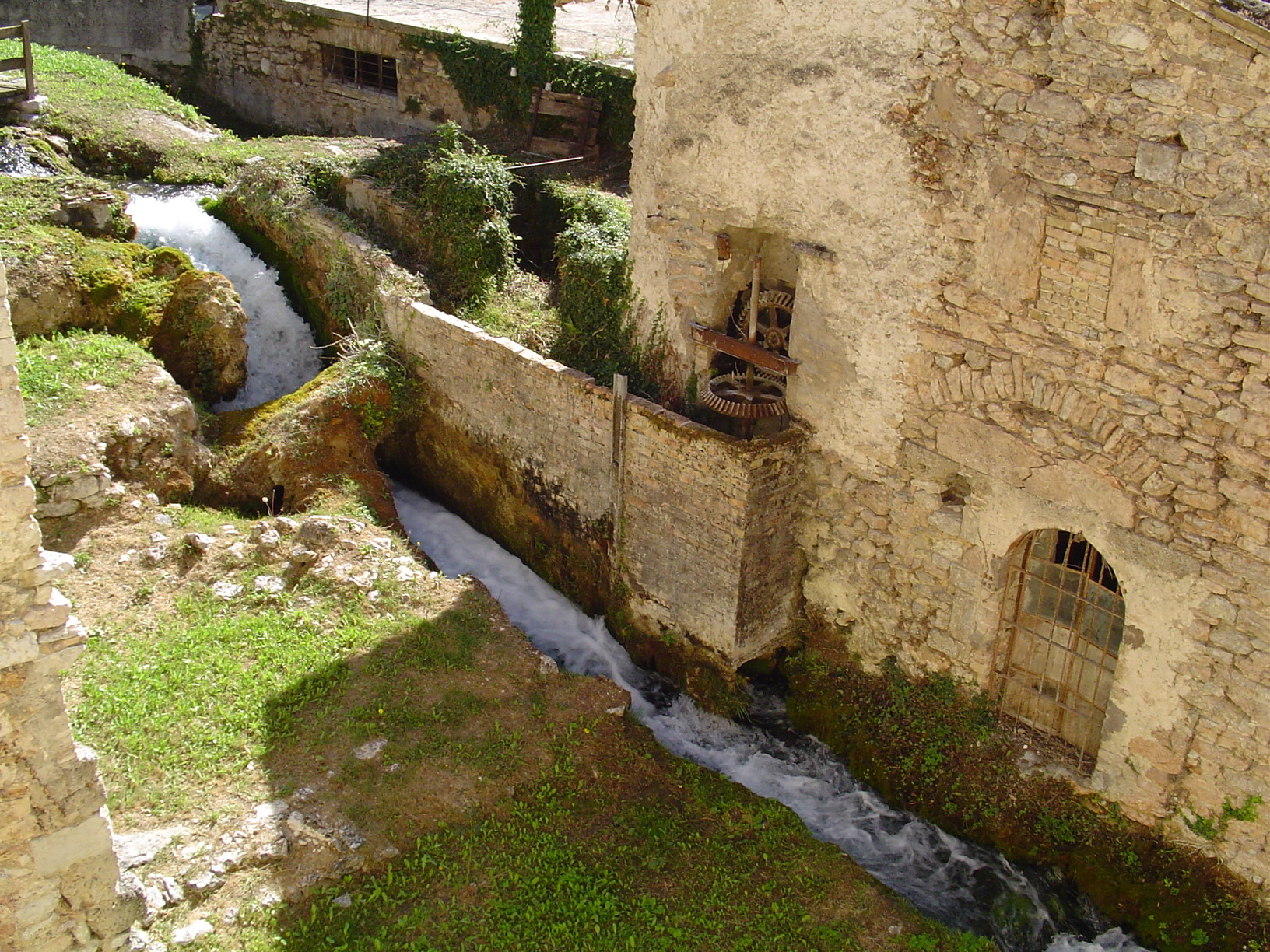

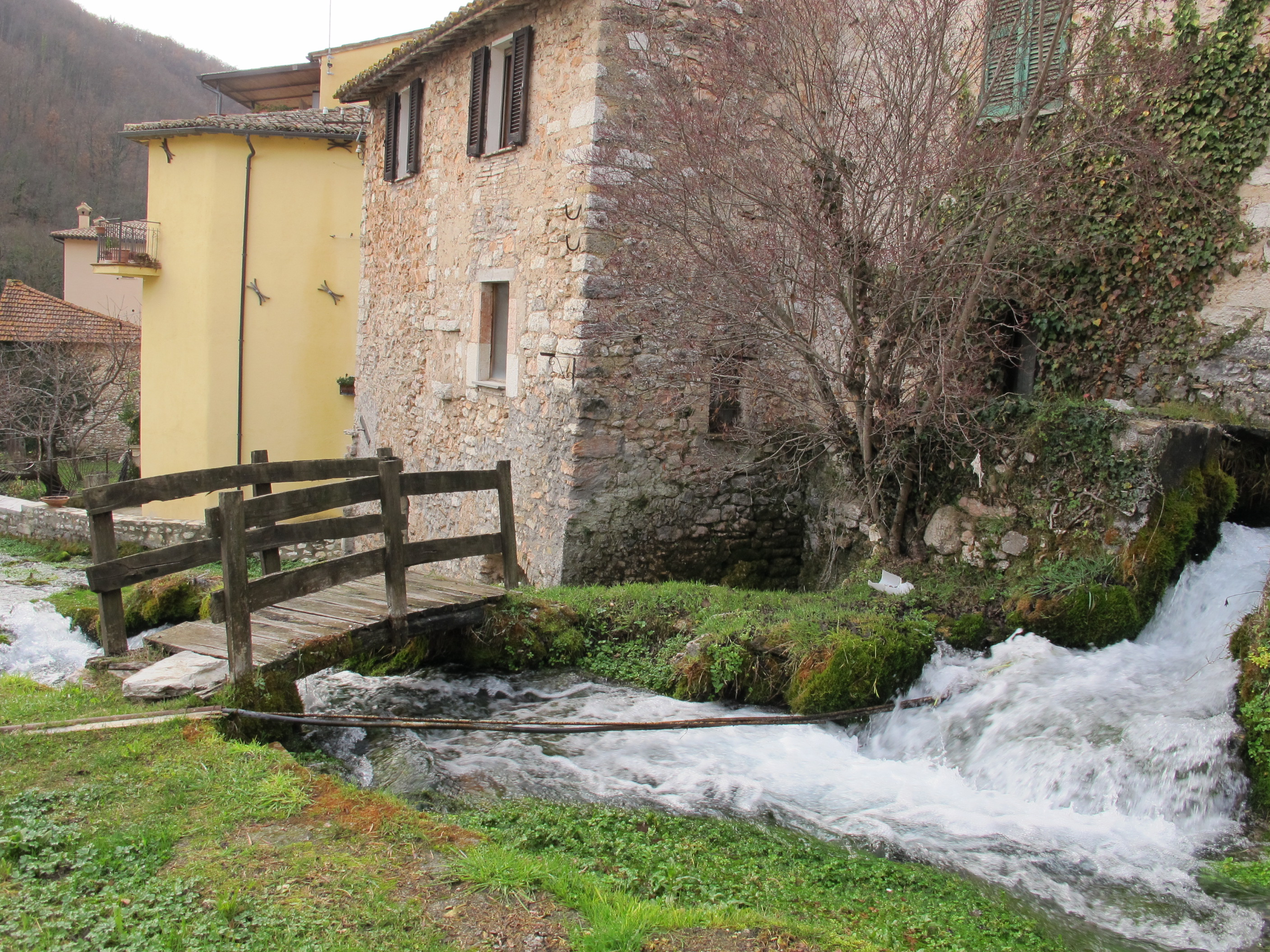

Le acque del Menotre scorrono attraverso opere di canalizzazione, determinando un intreccio d'invasi e cascatelle all'interno nel paese. La portata media del fiume in questo tratto è notevolmente diminuita e con essa la ricchezza ittica (il gambero di fiume e la trota fario). Il Menotre nei secoli è stato sfruttato per uso irriguo, dei mulini del paese e delle centrali elettriche di tutta la zona.
Le sorgenti di Rasiglia sono:
- Capovena, nella parte alta dell'abitato di Rasiglia. L'acqua sgorga da una roccia in una grotta.
- Alzabove, che nasce sotto al monte Carosale che serve ad alimentare l'acquedotto della Valle Umbra sud.
- Venarella, di fronte al campo sportivo di Rasiglia, serve ad alimentare l'acquedotto per Verchiano.
- Le Vene, in località Chieve.
- La Vena Pidocchiosa, in località Pallailla.
- Le Vene di Campolungo, nel fosso di Volperino.

## Cultura

### Eventi
Nella notte tra il nove e il dieci dicembre si celebra la Festa della Venuta accendendo grandi falò.
Il 26 dicembre e il 6 gennaio si recita per le vie del paese il presepe vivente. La rappresentazione è storicamente ambientata agli inizi del Novecento: i partecipanti ripropongono i vari mestieri con i quali la piccola frazione basava la sua economia nel suo periodo più fiorente.

## Economia
Importante la risorsa idrica e il turismo estivo. La grande abbondanza d'acqua del canale interno fu sfruttata per sviluppare l'economia e determinò il formarsi, lungo il suo corso, di numerosi opifici: gualchiere, mulini a grano, lanifici e tintorie che eseguivano la lavorazione di stoffe pregiate. Tali opifici rimasero attivi per tutto l'Ottocento e la prima metà del Novecento; dopo la seconda guerra mondiale, nonostante la petizione degli abitanti, i lanifici si trasferirono in città.
Attualmente, alcuni edifici che un tempo sostenevano l'economia del paese, sono stati ristrutturati a uso abitativo, mentre altri risultano abbandonati. Recentemente è stata ristrutturata e rimessa in funzione una piccola centrale idroelettrica che fu ideata e costruita prima della guerra dall'ing. Luca Barnocchi di Verchiano.